# Mathieu Acapandié
Mathieu Acapandié (* 14. Dezember 2004 in Saint-Pierre, Réunion) ist ein madagassisch-französischer Fußballspieler, der aktuell beim FC Nantes in der Ligue 1 unter Vertrag steht.

## Karriere

### Verein
Acapandié fing im Sommer 2011 in der Fußballschule von Saint-Pierre, seiner Geburtsstadt, mit dem Fußballspielen an. Im März 2016 wurde er von der Jugendakademie des CO Saint-Pierre aufgenommen, wo er über drei Jahre lang spielte, ehe er in das Centre de Formation des FC Nantes nach Frankreich wechselte. Dort kam er in der Saison 2020/21 zu seinen ersten Einsätzen bei den B-Junioren in der Liga. 2021/22 spielte er bereits 25 Mal für die U19-Mannschaft in der Liga, in welcher man den Titel holte und dreimal im Pokal. Im März 2022 unterzeichnete er bei den Kanarienvögeln seinen ersten Profivertrag bis 2025, was ihn zum jüngsten aus der Réunion stammenden Profispieler machte. In der Saison 2022/23 spielte er jedoch größtenteils in der viertklassigen Zweitmannschaft und manchmal für die A-Junioren, mit denen er erneut Meister wurde. Zudem wurde er in der UEFA Youth League eingesetzt und kam zu seinem ersten Einsatz im Profiteam in der Coupe de France, in der das Team später das Finale erreichte. 2023/24 spielte Acapandié neben einigen Youth-League-Partien ausschließlich in der mittlerweile fünftklassig spielenden zweiten Mannschaft. Zu Beginn der Saison 2024/25 wurde er die ersten Male in den Kader der Ligue 1 berufen, debütierte bislang jedoch noch nicht.

### Nationalmannschaft
Acapandié spielte in den Jahren 2021 und 2022 insgesamt drei Spiele für französische Juniorennationalmannschaften.
Zu Beginn des Jahres 2025 wechselte er den Verband und wurde von Corentin Martins im März 2025 ins madagassische A-Nationalteam berufen. Bei einer 0:3-Niederlage gegen Ghana in der WM-Qualifikation stand Acapandié in der Startelf und gab somit sein Länderspieldebüt.

## Familie
Seine beiden Cousins Vincent Acapandié und William Gros sind ebenfalls Profifußballspieler. Letzterer entschied sich ebenfalls für die madagassische Nationalmannschaft und ist sechsfacher Nationalspieler.

## Erfolge
FC Nantes
- Französischer A-Junioren-Meister (2): 2022, 2023